# Marcel Clément
Pour les articles homonymes, voir Clément.
Marcel Clément, né le 11 mars 1921 à Crépy-en-Valois et mort le 8 avril 2005 à Paris, est un philosophe, écrivain, journaliste, éditeur et professeur des universités français.

## Biographie
Marcel Clément fut élève au lycée Louis-le-Grand à Paris puis étudiant à la Sorbonne et la Faculté de droit de Paris. Il est licencié en philosophie et en droit, diplômé d'études supérieures en sociologie et en économie politique, docteur ès sciences sociales. 
Il a enseigné comme professeur de philosophie sociale de 1948 à 1962 à l'Université Laval de Québec et à l'Université de Montréal, puis de 1962 à 1966 à l'Institut catholique de Paris. À partir de 1968, il est professeur de philosophie morale et politique à la Faculté libre de philosophie comparée de Paris.
En 1962, il est appelé par l'abbé Richard au poste de rédacteur en chef du journal catholique L'Homme nouveau, auquel il donne un élan décisif et dont il sera ensuite le directeur jusqu'en 1998.
Marcel Clément est spécialiste de la doctrine sociale de l'Église. Prêchant l'ultramontanisme, il a influencé une génération de catholiques. Il a exercé une influence discrète mais considérable pour convaincre la fraction traditionaliste du clergé comme des pratiquants de ne pas rallier Marcel Lefebvre en défendant Paul VI en toute circonstance : l'élection de Jean-Paul II sera pour lui la preuve de sa justesse de vue. Il sera très proche de Marthe Robin et demeurera toute sa vie très fidèle à l'œuvre et au message des Foyers de Charité.
Marcel Clément est le frère d'André Clément (1930-2020), avec qui il a cofondé l'Institut de Philosophie Comparée, et le père de Pascal Clément, homme politique.
Ses obsèques ont été célébrées le 13 avril 2005, en l'église Saint-Ferdinand-des-Ternes, située dans le 17e arrondissement de Paris

## Œuvres
- Esquisses pour l'homme, Éditions Marquis. Montmagny, Canada, 1945, 2de édition 1949.
- Évaluation des dommages subis par la France et l'Union Indochinoise.
- Part imputable, au Japon, Institut de Conjoncture, Saïgon, 1947.
- Exploitation de la main d'œuvre française par l'Allemagne - Rapport au gouvernement, Imprimerie Nationale, Paris, 1948.
- Les encycliques sont-elles applicables?, Éditions Belisle, Québec, Canada, 1949.
- Sciences sociales et catholicisme, Publications de l'Institut Social Populaire, Éditions Bellarmin, Montréal, 1949.
- Réformes de structures dans l'entreprise, Université Laval, Québec, Canada, 1949.
- Le grand retour, Institut Littéraire de Québec, Canada, 1950.
- L'organisation professionnelle, Publications de l'Institut Social Populaire, Éditions Bellarmin, Montréal, n°431.
- Introduction à la doctrine sociale catholique, Fidès, Paris, 1951.
- Vers la Corporation Agricole, en collaboration avec Richard Arès, Éditions Noë-Ponton, Sherbrooke, Canada, 1951.
- Manifeste Communautaire, Éditions Louis Dilleu, Issoudun, 1951.
- La femme dans la société, Éditions du Bien Public, Trois-Rivières, Canada, 1953.
- Manifeste communautaire, Publications de l'Institut Social Populaire, Éditions Bellarmin, Montréal, 1952 - n°452.
- L'Économie sociale selon Pie XII, Nouvelles Éditions latines, Paris, 1953.
- Cours élémentaire d'économie sociale extrait des documents pontificaux, Publications de l'Institut Social Populaire, Éditions Bellarmin, Montréal, 1953 - n°461-462.
- La joie d'aimer - Essai sur le mariage, Nouvelles Éditions latines, Paris, 1954 - D'abord paru sous le titre L'art d'aimer, Les éditions de l'ordre nouveau, Montréal, 1952.
- Scènes de la vie sociales (en collaboration avec Jean de Livonnière, avec 241 illustrations de Sam), Éditions du centre français de sociologie, Beaumont-Monteux, 1955.
- Le chef d'entreprise, Nouvelles Éditions latines, Paris, 1956.
- Enquête sur le nationalisme, Nouvelles Éditions latines, Paris, 1957.
- La corporation professionnelle, Nouvelles Éditions latines, Paris, 1958.
- Le sens de l'Histoire, Nouvelles Éditions latines, Paris, 1958.
- La femme et sa vocation, Nouvelles Éditions latines, Paris, 1959.
- Catéchisme de Science Sociale, Nouvelles Éditions latines, Paris, 1959.
- Le Communisme face à Dieu : Marx, Mao, Marcuse, Nouvelles Éditions latines, Paris, 1960 ; 2e édition augmentée en 1972.
- Éducation familiale du jeune homme, Éditions du Pélican, Québec, 1961.
- Le Travail, Librairie Académique Perrin, Paris, 1962.
- Guide de l'administrateur des sociétés coopératives agricoles, Synercau, 1962.
- Commentaire de "Mater et Magistra", Texte, introduction, notes et index, Éditions Paulines, Montréal, Paris, 1962.
- La France, pays de mission ou de démission, Ipo éditions, Paris, 1965.
- Le socialisme : dialogue avec Georges Montaron, Éditions Beauchesne, collection Verse et controverse, Paris, 1969.
- L'ouverture au monde est-elle l'ouverture à gauche - Conférence au C.E.P.E.C., les cahiers du CEPEC, n°32, Paris, 1967.
- Lettre au Général de Gaulle, éditions Dominique Martin Morin, 1968.
- Le Christ et la Révolution, Éditions de l'Escalade, Paris, 1972.
- Combat pour l'Espérance, t.1 - Éditions de l'Escalade, Paris, 1975.
- D'où jaillira l'aurore, Éditions de l'Escalade, Paris, 1976.
- Un seul cœur, une seule âme, une seule chair, Éditions de l'Escalade, Paris, 1977.
- Combat pour l'Espérance, t.2 - Éditions de l'Escalade, Paris, 1978.
- Une histoire de l'intelligence, t.1,La Soif (grecque) de la Sagesse, Éditions de l'Escalade, Paris, 1979.
- Questions inévitables, Marcel Clément anime l'équipe de L'Homme Nouveau, Thierry et Isabelle Boutet, Thierry Chatain, Françoise Duhayon, Odile Fischbach, Isabelle Mathonat, Bernadette Verhaegen et Marie-Catherine d'Hausen, Éditions de l'Escalade, Paris, 1980.
- Esquisses pour l'homme, Éditions de l'Escalade, Paris, 1984.
- La doctrine sociale de l'Église est-elle applicable ?, Éditions de l'Escalade, Paris, 1985.
- Une histoire de l'intelligence, tome 2 - La révélation (juive) de la Sagesse, Éditions de l'Escalade, Paris, 1987.
- Après Compostelle: "n'ayez pas peur d'être des saints" (Jean-Paul II), préface de Hyacinthe Thiandoum, Éditions de l'Escalade, Paris, 1992.
- Le péché originel selon Jean-Paul II, Éditions de l'Escalade, Paris, 1992.
- Pour entrer chez Marthe (Marthe Robin), Fayard Éditeur, Paris, 1993.
- Les nations ont-elles une vocation?, Éditions de l'Escalade, Paris, 1994.
- La doctrine sociale de l'Église, Éditions de l'Escalade, Paris, 1995.
- Du Bien Commun, Éditions de l'Escalade, Paris, 1998.
- Esquisse inédite d'une autobiographie, Paris, L'Homme Nouveau, 2017. Mémoires inédites de Marcel Clément, complétées par un récit de son frère, André Clément.
- Avec Thibaud Collin, Pour une réforme morale et intellectuelle : chroniques dans Itinéraires (1956-1963),  Paris, L'Homme Nouveau, vol. 1, 352 pages.

## Décorations

### Décoration française
- Officier de la Légion d'honneur en 1996 (à titre militaire)[5]

### Décoration étrangère
- Commandeur de l'ordre de Saint-Grégoire-le-Grand (avec plaque)